# باميلا ليبكين
باميلا ليبكين (بالإنجليزية: Pamela Lipkin)‏‏ (مواليد 1952) هي جراحة تجميل الوجه في مدينة نيويورك، متخصصة في عمليات الأنف. ظهرت في برنامج صباح الخير يا أمريكا وإيه بي سي نيوز ووسائل إعلام أخرى وهي تدقق في مسائل الجراحة التجميلية. كانت متزوجة من بروس راتنر المطور لمدينة نيويورك.

## الخلفية
التحقت بجامعة كورنيلوتخرجت من جامعة ولاية نيويورك - جامعة أبستيت الطبية في سيراكيوز عام 1978 للحصول على شهادتها الطبية.
لديها ابن واحد من زواجها الأول وأعطت 10000 دولار لحملة الحاكم الجمهوري جانين بيرو.

## المسار المهني
الدكتورة ليبكين هي أخصائية أنف مشهورة، كشفت مقالة في عام 1991 بعنوان «العامل المعجزة» خبرتها في إصلاح عمليات تجميل الأنف السيئة. وهي ماهرة في كل من عمليات تجميل الأنف الأولية والمراجعة. كانت من المدافعين عن استخدام البوتوكس منذ التسعينيات، وذلك قبل الموافقة عليه من قبل إدارة الغذاء والدواء الأمريكية في أبريل 2002. كانت لا تتردد بشأن استقبال المرضى في الثلاثينيات من العمرعلى الرغم من أن الخبراء رأوا أن مثل هذا العمر صغير جدًا بالنسبة لإجراءات الوجه بسبب خطر انتشار الندبات. كان من بين مرضاها أخت زوجها -شخصية إلين راتنر في فوكس نيوز إلين راتنر، حصلت على 4.7 من أصل 5 نجوم في رضا المرضى.

## دعوى قضائية
في عام 1999 منحت هيئة محلفين في مانهاتن مريضة تبلغ من العمر 62 عامًا تعويضًا بقيمة 600000 دولار من ليبكين مقابل ما اعتقدوا أنه سلسلة مفرطة الحماس من الإجراءات التجميلية -عمليات شد الوجه والحاجب، وعملية الأنف، وتصحيحات زرع الخد- على امرأة كانت بالفعل تعاني من إدمان الجراحة التجميلية.